# Hlavsové z Liboslavi
Hlavsové z Liboslavi byl český šlechtický rod, který pravděpodobně během 17. století zanikl.

## Známí příslušníci
Jan Hlavsa z Liboslavi (? – 18. ledna 1534) byl pražský měšťan, který v roce 1515 získal erb a přídomek z Liboslavi. V letech 1497–1499 byl písařem desek zemských, v letech 1515–1517 pražským primátorem. Byl považován za předního mluvčího tzv. novoutrakvistického proudu městského stavu a odpůrce Jana Paška z Vratu. V roce 1506 byl jedním ze tří nakladatelů Bible benátské.
Petr Hlavsa z Liboslavi († po 1589) byl pražský měšťan, který zprvu zastával různé úřady v Praze, potom vstoupil do služeb královské komory. Roku 1547 byl zvolen do stavovského výboru k uspořádání mincovních poměrů v Čechách a v roce 1553 se stal správcem nejvyššího mincmistrovství v Kutné Hoře. V tomto postavení setrval až do roku 1561.
Radslav Hlavsa z Liboslavi byl v letech 1604–1608 úředník mincovny v Kutné Hoře, roku 1616 kutnohorský radní a v letech 1618–1620 jeden ze čtyř správců nejvyššího úřadu správce mincovny království českého. Roku 1620, když přestoupil na katolickou víru, byl jmenován kutnohorským císařským rychtářem a roku 1624 kutnohorským primátorem.

## Erb
V červeném štítu u paty bílá kvádříková zeď, za kterou vyrůstá vlevo otočený stříbrný jednorožec se zlatou zbrojí. Korunovaná kolčí helma s červeno-stříbrnými přikryvadly. Klenot – figura jednorožce ze štítu.